# Angelo Pugnani
Angelo Giuseppe Mario Pugnani (Firenze, 23 novembre 1870 – Torino, 26 ottobre 1951) è stato un militare e politico italiano.
È stato il primo Generale del Corpo Automobilistico Servizio Tecnico Automobilistico e il primo Ispettore della Motorizzazione.
Alla sua competenza sono dovute creazioni innovatrici che hanno trovato largo impiego nell'Esercito, tra cui l'Autocarretta, l'Autocarro "Dovunque", il Telaio elastico dei motocicli, il Carro armato tipo 11 (poi 13) con motore Diesel, la Dinamo-luce.
È stato presidente dei Gruppi Autieri del RACI.
L'Alta Corte di Giustizia per le Sanzioni contro il Fascismo lo dichiarò decaduto dalla carica di Senatore il 16 novembre 1944, per aver mantenuto il fascismo e resa possibile la guerra, sia con i voti, sia con azioni individuali.